# William Stewart Halsted

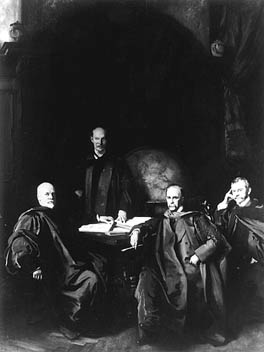
The Four Doctors di John Singer Sargent, 1905. Da sinistra: Welch, Halsted, Osler, Kelly.

William Stewart Halsted (New York, 23 settembre 1852 – Baltimora, 7 settembre 1922) è stato un chirurgo statunitense.

## Biografia
Dopo essersi diplomato, frequentò l'Università di Yale ove mostrò scarso interesse per le materie accademiche eccellendo invece nelle discipline sportive. Attratto dalle scienze mediche, si iscrisse alla Facoltà di Medicina e Chirurgia della Columbia University. 
Conseguita la laurea, fu assistente del fisiologo John Call Dalton presso la stessa università, poi nel 1878 si trasferì in Europa: prima a Vienna, ove ebbe la fortuna di seguire gli insegnamenti di Theodor Billroth, il padre della chirurgia gastrica, e quindi in Germania. Ritornato negli Stati Uniti dopo due anni, prestò servizio presso il Bellevue Hospital di New York.
Nel 1881 salvò sua sorella da una grave anemia conseguente ad una emorragia post partum trasfondendole direttamente il proprio sangue con una siringa. Era una pratica molto controversa e rischiosa (Karl Landsteiner avrebbe definito i gruppi sanguigni soltanto dopo due decenni) ma in questa circostanza diede buon esito.
Halsted ebbe modo di studiare la patologia biliare e fu tra i primi chirurghi statunitensi a praticare interventi di asportazione della colecisti per calcolosi biliare. Mise a punto una nuova tecnica di riparazione dell'ernia inguinale, che a quell'epoca veniva trattata in modo inadeguato così che erano numerose le recidive. Pubblicò alcuni studi sulla necessità delle trasfusioni di sangue e di soluzioni saline ed inventò numerosi ferri chirurgici. Ma il suo contributo più importante alla chirurgia lo diede affrontando il problema rappresentato all'epoca dalla terapia chirurgica del cancro della mammella. Mise a punto una tecnica di asportazione della mammella cancerosa conosciuta come mastectomia radicale secondo Halsted.
Halsted fu un personaggio particolare. Dava molta importanza alla preparazione dei pazienti all'intervento e poneva una attenzione quasi maniacale nella antisepsi ed asepsi preoperatoria, riuscendo così ad ottenere risultati eccellenti. Nel 1889 commissionò alla fabbrica Goodyear dei guanti di gomma per proteggere le mani di una sua ferrista (infermiera incaricata di porgergli i ferri chirurgici durante gli interventi) e che aveva sviluppato una dermatite da contatto causata dai disinfettanti adoperati in sala operatoria. Questi guanti sarebbero stati successivamente utilizzati dai chirurghi che fino ad allora avevano operato a mani nude.
Nel 1880 era piuttosto diffuso l'uso della cocaina e l'austriaco Karl Koller la adoperò per primo come anestetico locale. Halsted cominciò ad usarla infiltrando i tronchi nervosi periferici così da ottenere una anestesia nel territorio da essi innervato: nasceva la anestesia tronculare oggetto di una sua pubblicazione nel 1885. Halsted per motivi etici aveva la consuetudine di sperimentare i farmaci prima su sé stesso. In questo caso, come era accaduto anche a Horace Wells e a tanti altri, divenne farmacodipendente.
Nel 1888 Halsted si trasferì a Baltimora nel Maryland ove un suo Maestro, W.H.Welch, aveva fondato quella che diventerà una delle più celebri Università del mondo, la Johns Hopkins University . Divenne professore del Johns Hopkins Hospital e formò con Welch, J.S.Billings e William Osler uno dei big 4 di quella scuola chirurgica. Nel frattempo Halsted era riuscito a disintossicarsi e ciò gli consentì di dedicarsi con grande passione e capacità all'insegnamento. Nel 1918 diventò Presidente della Società Medica del Maryland. Nell'anno successivo egli stesso fu sottoposto ad un intervento di asportazione della colecisti per calcolosi e nel 1922 fu necessario rioperarlo per una calcolosi, questa volta del coledoco. Una sfortunata serie di complicazioni emorragiche e polmonari lo portarono a morte il 7 settembre.
Più tardi il collega William Osler avrebbe onorato la memoria del grande chirurgo scrivendone una piccola biografia che svelerà però un singolare segreto: che Halsted si era affrancato dalla cocainomania ma per passare a ben altra dipendenza, a quella dalla morfina che si sarebbe iniettato in alte dosi quotidiane per più di 20 anni, senza peraltro che la cosa fosse nota anche se, a quell'epoca ed in quell'ambiente, queste dipendenze non fossero motivo di scandalo né costituissero reato.